# Moanbane
Moanbane är ett berg i republiken Irland.   Det ligger i grevskapet Wicklow och provinsen Leinster, i den östra delen av landet, 29 km sydväst om huvudstaden Dublin. Toppen på Moanbane är 705 meter över havet, eller 428 meter över den omgivande terrängen. Bredden vid basen är 5,9 km. Moanbane ingår i Wicklowbergen.
Terrängen runt Moanbane är huvudsakligen kuperad, men åt nordväst är den platt.Runt Moanbane är det glesbefolkat, med 8 invånare per kvadratkilometer. Närmaste större samhälle är Naas, 18,8 km nordväst om Moanbane. Trakten runt Moanbane består i huvudsak av gräsmarker.